# Per Erik Ljung
Per Erik Ljung född 1943, är en svensk docent i litteraturvetenskap verksam vid Lunds universitet, var svensk lektor vid Köpenhamns universitet 1981-1987. Litteraturkritiker i Arbetet och Sydsvenska Dagbladet. I sin forskning har han till stor del ägnat sig åt Vilhelm Ekelunds författarskap, och som sådan gjort sig ett namn vid sidan av andra kända Ekelundforskare, som Algot Werin, Nils Gösta Valdén och Carl-Erik af Geijerstam.

## Utmärkelser, ledamotskap och priser
- Ledamot av Vetenskapssocieteten i Lund (LVSL, 1995)[1]